# Didymocorypha libaii
Didymocorypha libaii — вид богомолів родини Eremiaphilidae. Описаний у 2020 році. До його відкриття рід Didymocorypha вважався монотиповим.

## Назва
Вид названо на честь Лі Бо (701—762) — китайського поета періоду династії Тан. Разом із Ду Фу вважається одним з найвидатніших поетів в історії китайської літератури.

## Поширення
Ендемік Китаю. Відомий лише в повіті Г'їронг Тибетського автономного району. Трапляється на високогірних луках.